# Riccardo Burchielli
Riccardo Burchielli (Peccioli, 27 febbraio 1975) è un fumettista italiano.

## Biografia

### Debutto e affermazione (1998-2009)
Negli anni novanta lavora come art director nel settore della pubblicità e debutta come disegnatore di fumetti nel 1998 per Marco Editore.  All’inizio degli anni duemila collabora come disegnatore nella serie John Doe (Eura Editoriale, 2003) su testi di Roberto Recchioni e Lorenzo Bartoli e nel 2005 crea, insieme allo scrittore Brian Wood, la serie DMZ 
pubblicata dall’etichetta Vertigo della DC Comics (dal 2006 al 2012) la quale riscuote un enorme successo sia negli USA rendendolo un artista di fama internazionale. Nel primo decennio degli anni duemila l'imprint Vertigo, sotto la direzione della sua co-creatrice Karen Berger vuole proporre nuovi artisti e autori dopo i successi ottenuti negli anni novanta grazie ai fumettisti della British Wave (arrivati dal Regno Unito) quali Neil Gaiman, Grant Morrison, Peter Milligan, Garth Ennis e altri. Uno degli editor più attivi nella ricerca di nuove proposte per quest'etichetta della DC indirizzata ad un pubblico più maturo e post-adolescenziale è Will Dennis, che ha modo di partecipare al Napoli Comic-Con del 2003. Qui ha l'occasione di conoscere Burchielli e farsi dare alcune tavole originali del suo lavoro sulla serie John Doe. Inaspettatamente un anno dopo Dennis richiama l'artista italiano e lo vuole come disegnatore su un progetto della Vertigo. Gli chiede di disegnare qualche pagina di una New York sotto assedio e dopo averle visionate gli affida immediatamente l'incarico, affiancandolo a Brian Wood per lo sviluppo della storia che diverrà la serie regolare DMZ. Si tratta di un fumetto ucronico che vede gli USA piombare in una seconda guerra civile. La vicenda si svolge a New York, fronte di scontro tra truppe ribelli (degli autoproclamatisi Stati Liberi) e le forze militari governative della U.S.Army. La zona, con il suo epicentro a Manhattan, viene denominata Zona demilitarizzata (almeno ufficialmente), e tramite gli occhi di un giovane e inesperto giornalista (Matty Roth) ci viene descritta la vita di coloro che vivono in quella che presto diventa una delle aree più pericolose del pianeta, un luogo che ben rappresenta le contraddizioni di una guerra sporca e asimmetrica dove i mezzi d'informazione ufficiale servono solo da mezzo di propaganda e dove sono in pochi a dare valore alle vittime civili e non solo. Influenzato dalla scuola fumettistica italiana e ispanica Burchielli cerca di valorizzare il character design dei personaggi, sui quali si applica con decine di sketch e studi (Wilson è il suo preferito), ogni personaggio deve esprimere una sua precisa identità e riconoscibilità. Come in altri suoi fumetti vuole dare massima credibilità al contesto in cui si svolgono gli avvenimenti e quindi di non si accontenta di osservare foto o filmati della città ma si reca a New York di persona, dove cerca di immaginare una realtà urbana di quelle proporzioni che precipita nella guerriglia e anarchia. Il rapporto con lo scrittore Brian Wood è ottimale e questo permette all'opera di nascere e svilupparsi sotto il migliore degli auspici. Grazie al successo della serie nel 2007 riceve il premio Gran Guinigi come miglior artista a Lucca Comics & Games. Nel 2008 viene coinvolto dalla DC anche in altri progetti e nel decennio successivo inizia la collaborazione con diverse case editrici statunitensi

### Gli anni duemila e dieci (dal 2010-2019)
Conclusa DMZ, continua ad essere richiesto dal mercato statunitense (e dalla DC), realizzando storie (tra gli altri) per l'iconico personaggio di Batman. Per la Marvel Comics ha una breve collaborazione per i fumetti dei Vendicatori (2013) e viene anche contattato da una delle principali case editrici indipendenti quali la Dark Horse Comics per la quale si cimenta sul celebre personaggio pulp Conan il barbaro. Nel 2010 è socio fondatore di Italian Job Studio, collettivo creativo attivo nei settori della produzione televisiva e cross-mediale. Nello stesso anno le sue opere vengono esposte alla Cité de l'architecture et du patrimoine di Parigi nell’ambito della mostra Archi & BD, accanto a quelle di maestri come Moebius, Bilal, Lorenzo Mattotti, Winsor McCay e Frank Miller. Nel 2014, su testi di Victor Gischler e Boosta, disegna Highway to Hell, miniserie horror vincitrice di due Ghastly Awards e candidata ai prestigiosi Bram Stoker Awards. Oltre a collaborare con Sergio Bonelli Editore alla serie Dylan Dog, ha poi collaborato come narratore per marchi come Ferrari e BMW e come character designer per cinema e video game. Nel 2021 DMZ diventa una serie tv diretta dalla vincitrice del Golden Globe Ava DuVernay per il canale americano HBO Max.

### Gli anni duemila e venti (dal 2020)
Nel 2021 partecipa alla Biennale di architettura di Venezia che si svolge tra il 25 maggio e il 21 novembre. Contribuisce con disegni inseriti nella cornice del padiglione Italia curato dall'architetto Alessandro Melis. Il titolo dato all'esposizione della sezione italiana è Comunità Resilienti e il tema riguarda la sfida posta dai cambiamenti climatici allo sviluppo di una nuova architettura urbanistica, produttiva e agricola. Lo spazio viene suddiviso in 14 "sotto comunità" intese come centri di ricerca e laboratori di studio che spaziano da riflessioni sullo stato dell'arte, alle nuove prospettive urbanistiche, a possibili innovazioni e sperimentazioni attraverso contaminazioni interdisciplinari. Melis vuole dare inoltre spazio alla esperienza immersiva e visiva data dal diffondersi di nuove forme d'arte e intrattenimento quali il gaming e le graphic novel, capaci di attirare anche l'attenzione delle fasce di pubblico più giovane. Per questo vengono chiamati a contribuire alcuni maestri del settore quali il fumettista Riccardo Burchielli. Viene chiesto agli artisti di creare opere che si ispirino prevalentemente alle visioni di un mondo Cyberpunk in quanto presenta un'architettura distopica e/o ucronica la quale rappresenta una delle problematiche del Postmodernismo. Seguendo queste linee guida Burchielli realizza l'illustrazione che occupa un'intera parete all'entrata del padiglione Italia e prende il nome di Cyberpargolo. All'interno della "comunità" Laboratorio Peccioli Burchielli è presente con un'altra illustrazione che occupa una parete di alcuni metri, con disegni in bianco e nero, e un'opera interattiva.
All'inizio del secondo decennio degli anni duemila Riccardo usufruisce dei nuovi canali di distribuzione e dell'autoproduzione per realizzare le sue nuove opere a fumetti. La prima su cui lavora è il fumetto di fantascienza Eden insieme allo scrittore Matthew Arnold, al suo debutto come scrittore di comic dopo aver creato le serie tv Emerald City e Siberia. L'opera nasce grazie ad una collaborazione con Amazon che la distribuisce in anteprima esclusiva come fumetto digitale su ComixCology a partire dal 29 marzo 2022. La versione cartacea viene pubblicata dalla casa editrice Dark Horse Comics a partire dal 12 luglio.

## Opere

### Marco Editore
- Lenin - Speciale Solo: Ladri di cioccolata, Marco Innocenti (testi) e Riccardo Burchielli (disegni), albo unico, marzo 1998, 28-34

### Eura Editoriale
- John Doe n.5, n.12, n.24, Lorenzo Bartoli (testi per il n.5 e n.12) - Roberto Recchioni (testi per il n.24) - Riccardo Burchielli (disegni), serie regolare, 2003-2005.

### DC Comics/Vertigo/DC Black Label
- DMZ nn.1-10, nn.13-19, nn.21-24, n.26, nn.28-34, nn.37-40, nn.45-54, nn.62-72, Brian Wood (testi e copertine) - Riccardo Burchielli, Brian Wood & AA.VV. (disegni), serie regolare (conclusa con il n.72), imprint Vertigo,  gennaio 2006 - luglio 2012.
- Halloween Special n.1, AA.VV. (testi e disegni), albo antologico di cui Riccardo Burchielli disegna la short-story (di 8 pagine) Two-Face: Scarred and Scared per i testi di Brad Desnoyer, albo unico, DC Comics, dicembre 2008.
- Northlanders nn.30-34, Brian Wood (testi) - Riccardo Burchiello (disegni), serie regolare (conclusa con il n.50 nel 2012), imprint Vertigo, settembre 2010 - gennaio 2011.
- American Vampire n.27, Scott Snyder (testi) - Riccardo Burchielli (disegni), serie regolare (conclusa con il n.34 nel 2013), imprint Vertigo, Burchielli ne realizza un albo, giugno 2012.
- Dial H n.0, China Mieville (testi) e Riccardo Burchielli (disegni), serie regolare (conclusa con il n.15 nel 2013), albo speciale, DC Comics, novembre 2012.
- Justice League (Vol.2) n.23.3, Riccardo Burchielli e AA.VV. (testi e disegni), albo spin-off della serie regolare Justice League (conclusa con il n.45 nel 2015), DC Comics, novembre 2013.
- Legends of the Dark Knight (Vol.2) nn.12-13, Peter Milligan e R.Burchielli realizzano la storia Return of Batman), serie antologica (conclusa con il n.13 nel 2013), DC Comics, novembre-dicembre 2013.
- Batman Black and White (Vol.2) n.3, R.Burchielli realizza i disegni per la short-story (8 pagine) An Innocent Man su testi di Marv Wolfman, serie antologica in bianco e nero, DC Comics, gennaio 2014.
- Batman Eternal n.10, AA.VV. (testi) e Riccardo Burchielli (disegni), serie regolare settimanale (conclusa con il n.52 nel 2015), DC Comics, agosto 2014.
- Mad Max Fury Road: Nux & Immortan Joe n.1, George Miller e AA.VV. (testi) - R.Burchielli e AA.VV. (disegni), albo unico (prequel del film Mad Max: Fury Road), imprint Vertigo, 20 maggio 2015.
- The Last God: Tales from the Book of Ages n.1, Philip Kennedy Johnson (testi) - R.Burchielli e AA.VV. (disegni), sourcebook della serie The Last God, DC Black Label, 3 giugno 2020.

### Edizioni BD
- Garret n.1, Roberto Recchioni (testi) - Riccardo Burchielli (disegni per la storia Quen es? Quen es?), miniserie di 4 albi (2/3 storie per numero), novembre 2006.
- Garret n.4, Roberto Recchioni (testi) - Riccardo Burchielli (disegni per la storia La Lancia di Longino), miniserie di 4 albi (2/3 storie per numero), febbraio 2007.

### Marvel Comics
- Avengers Arena nn.10-11, Dennis Hopeless (testi) - Riccardo Burchielli (disegni), serie regolare (spin-off di Avengers), parte del rilancio Marvel NOW!, Marvel Comics, agosto 2013.

### Dark Horse Comics
- Conan the Barbarian nn.22-24, Brian Wood (testi) - Riccardo Burchielli (disegni per le prime tre parti dello story-arc The Song of Belit), serie regolare (conclusa con il n.25 nel 2014), novembre 2013 - gennaio 2014.

### Sergio Bonelli Editore
- Dylan Dog Color Fest n.13, R.Burchielli realizza i disegni della storia Gargoyle su testi di Paola Barbato, albo antologico (contiene 4 storie), agosto 2014.

### Panini Comics
- Highway to Hell nn.1-4, Victor Gischler (testi) - Roberto Burchielli (Disegni) - Francesco Mattina (Illustrazioni), miniserie (collana Panini Suspense nn.7-10), novembre 2014 - marzo 2015.